# الطريق الأوروبي E24
الطريق الأوروبي E24 يعد الطريق الأوروبي E24 جزءًا من شبكة الطرق الأوروبية الدولية للأمم المتحدة. يمتد لمسافة 254 كم (158 ميل) من برمنغهام إلى إبسويتش.